# 布赖恩·菲利普斯
布赖恩·菲利普斯（英語：Brian Phillips，1954年3月30日—），加拿大男子游泳运动员。他曾代表加拿大参加1971年泛美运动会游泳比赛，获得二枚银牌。他也曾参加1972年夏季奥运会。